# Каменица (квартал на Велинград)
Вижте пояснителната страница за други значения на Каменица.
Каменица е бивше село в Централна България, присъединено като квартал към град Велинград. Каменица е най-северният от трите квартала на града.

## История
През 1816 г. в селото е изградена църквата "Света Троица", която заменя малък вкопан каменен параклис без прозорци на същото място.
В 1823 година в нея е открито първото килийно, а по-късно и светско училище в района. Първите учители са Илия Ждраков, Паун Гугалов, даскал Партений, даскал Никола Саев, който въвежда като учебник „Рибния буквар“, Георги Чолаков – Дядо Даскал, Сава Докторов, Стою Масларов.
В 1876 година в църквата "Света Троица" се заклеват участниците в Априлското въстание от Каменишкия революционен комитет, ръководен от поп Топорчо (Илия Попатанасов). Храмът служи за укриване на оръжие на комитета.
Ако не се брои Ракитово, в което има християнска махала, до 1912 година Каменица е единственото християнско село в Чепинската котловина. При избухването на Балканската война в 1912 година един човек от Каменица е доброволец в Македоно-одринското опълчение.
В 1948 година заедно с Лъджене и Чепино Каменица образува Велинград.

## Личности

### Родени в Каменица
- Асен Каров (1894-1945), български офицер, генерал-майор
- Вела Пеева (1922 – 1944), комунистическа партизанка
- Величка Пандева (1942 – 1993), състезателка по ски бягане
- Владо Черноземски (1897 – 1934), революционер на ВМРО
- Георги Василев (1875 – 1907), деец на ВМОРО
- Кръстьо Балтаджиев (1879 – ?), македоно-одрински опълченец, четата на Георги Мяхов[6]
- Темелко Ямаков (1893 - 1925), деец на ВМРО[7]
- Яко Молхов (1915 – 2001), критик
- Яко Молхов (1926 – 2012), български партизанин, генерал-лейтенант

### Свързани с Каменица
- Георги Аврамов Чолаков (около 1835 – 1903), български революционер и просветен деец
- Никола Саев (1851-1926), просветен деец, учител в Каменица